# Anna Hausburg
Anna Hausburg (* 30. November 1989 in Berlin, Bezirk Köpenick) ist eine deutsche Schauspielerin.

## Leben
Anna Hausburg wollte ursprünglich Tänzerin werden und absolvierte eine Ausbildung in Ballett, Jazz und Streetdance. Ab 2011 nahm sie Schauspielunterricht bei dem Diplom-Schauspieler Heiko Pinkowski. 2017 studierte sie Kunstgeschichte an der Humboldt-Universität zu Berlin.
Bereits im Alter von elf Jahren stand Hausburg vor der Kamera. Erste Schauspielerfahrungen sammelte sie in Werbespots. 2002 war sie in der Comedysendung Mensch Markus im Fernsehen zu sehen. 2003 übernahm sie unter der Regie von Karola Meeder die Rolle der jungen Anna Helmholtz in dem Fernsehfilm Auch Erben will gelernt sein. 2004 spielte Hausburg die Figur der Clara Schönfeld in der RTL-Serie Meine schönsten Jahre und war als Mandy Hoffmann in der zehnteiligen ZDF-Serie Alles über Anna an der Seite von Valerie Niehaus zu sehen. Dieter Wedel besetzte sie in seinen Fernsehfilmen Papa und Mama (2004) und Mein alter Freund Fritz (2006). Ihre ersten Auftritte auf der Kinoleinwand hatte sie 2005 in Max und Moritz Reloaded unter der Regie von Thomas Frydetzki und 2006 in Tomy Wigands TKKG – Das Geheimnis um die rätselhafte Mind-Machine. 2007 war sie als Eva in Leroy neben Alain Morel in der weiblichen Hauptrolle zu sehen. 2008 spielte sie die Titelrolle der Prinzessin Rosa in dem Märchenfilm Dornröschen der ZDF-Filmreihe Märchenperlen und war 2010 als Grafentochter Josefine an der Seite von Armin Rohde und Ann-Kathrin Kramer in der Märchenverfilmung Der Meisterdieb zu sehen. 2011 und 2012 sah man sie in den Folgen Malediven und Brasilien aus der Reihe Das Traumhotel als Serientochter Leonie von Christian Kohlund. Seit 2019 spielt sie die Tierarzt-Sprechstundenhilfe Jasmina in der ARD-Fernsehreihe Käthe und ich. Neben festen Serienrollen übernimmt sie auch regelmäßig Gastrollen in zahlreichen Fernsehserien, u. a. Küstenwache, Notruf Hafenkante, Inga Lindström, Ein starkes Team, Daheim in den Bergen, Rosamunde Pilcher und in den verschiedenen SOKO-Sendeformaten. Seit 2022 verkörpert sie die durchgehende Hauptrolle der Kriminalhauptkommissarin Nele Oldendorf in der ZDF/ORF-Serie SOKO Linz.
Anna Hausburg lebt in Berlin.

## Filmografie

### Filme
- 2003: Auch Erben will gelernt sein
- 2005: Max und Moritz Reloaded (Kino)
- 2006: Papa und Mama (Zweiteiler)
- 2006: TKKG – Das Geheimnis um die rätselhafte Mind-Machine (Kino)
- 2006: Freundinnen fürs Leben
- 2007: Der Butler und die Prinzessin
- 2007: Mein alter Freund Fritz
- 2007: Leroy (Kino)
- 2008: Annas Geheimnis
- 2008: Dornröschen
- 2009: Die Gräfin
- 2009: Bleib bei mir
- 2009: Hinter blinden Fenstern
- 2009: So ein Schlamassel
- 2010: Zurück zum Glück
- 2010: Der Meisterdieb
- 2011: Annas Erbe
- 2012: Schlaflos in Schwabing
- 2014: 16 über Nacht!
- 2014: True Love Ways (Kino)
- 2018: Krügers Odyssee
- 2018: Küss die Hand, Krüger
- 2024: Der Fall Marianne Voss

### Fernsehserien und -reihen
- 2002: Mensch Markus (Comedysendung)
- 2004: Meine schönsten Jahre (5 Folgen)
- 2006: Alles über Anna (8 Folgen)
- 2007: Doktor Martin (Folge Herzflimmern)
- 2007: Elvis und der Kommissar (Folge Das Mädchen mit dem blonden Haar)
- 2008: Großstadtrevier (Folge Neben der Spur)
- 2008, 2011: Küstenwache (verschiedene Rollen, 2 Folgen)
- 2009: SOKO Wismar (Folge Der schwarze Ritter)
- 2009, 2021: Notruf Hafenkante (verschiedene Rollen, 2 Folgen)
- 2010: Katie Fforde: Festtagsstimmung
- 2011: Alles was recht ist – Sein oder Nichtsein
- 2011: Der letzte Bulle (Folge Liebe in Not)
- 2011: Stubbe – Von Fall zu Fall: Querschläger
- 2011: Das Traumhotel – Malediven
- 2011: Inga Lindström: Frederiks Schuld
- 2011, 2015: SOKO Leipzig (verschiedene Rollen, 2 Folgen)
- 2012: Das Traumhotel – Brasilien
- 2014: Alarm für Cobra 11 (Folge Jung, weiblich, hochexplosiv)
- 2014: Das Traumhotel – Marokko
- 2014: Der Bergdoktor (Folge Königskinder)
- 2014: SOKO Wismar (Folge Der Störenfried)
- 2015: Kreuzfahrt ins Glück: Hochzeitsreise an die Loire
- 2015: In aller Freundschaft – Die jungen Ärzte (Folge Glauben und Hoffen)
- 2016: SOKO Köln (Folge Susi's Pancakes)
- 2016: Inga Lindström: Kochbuch der Liebe
- 2016–2017: SOKO München (2 Folgen)
- 2017: Bettys Diagnose (Folge Herzklopfen)
- 2017: Ein starkes Team: Gestorben wird immer
- 2017: Siebenstein (Folge Das schreckliche Quietsch)
- 2018: In aller Freundschaft: Zwei Herzen
- 2018: Lena Lorenz (Folge Zwei Väter)
- 2019: Daheim in den Bergen – Liebesleid
- 2019: SOKO Wismar (Folge Welpenschutz)
- seit 2019: Käthe und ich
  - 2019: Dornröschen
  - 2019: Das Findelkind
  - 2020: Zurück ins Leben
  - 2020: Papakind
  - 2021: Im Schatten des Vaters
  - 2021: Das Adoptivkind
  - 2023: Freundinnen für immer
  - 2023: Verbotene Liebe
  - 2024: Der kleine Ritter
  - 2024: Sommerliebe
  - 2024: Ein gutes Leben
  - 2024: Verhängnisvolle Liebe
- 2019: Rosamunde Pilcher: Die Braut meines Bruders
- 2019: Stralsund: Schattenlinien
- 2020: Die Inselärztin: Das Rätsel
- 2021: Doktor Ballouz (Folge Unzertrennlich)
- 2021: Breisgau – Bullenstall
- seit 2022: SOKO Linz (Fernsehserie)
- 2022: Wilsberg: Schmeckt nach Mord (Fernsehreihe)
- 2024: Blutige Anfänger (Fernsehserie, Folge Spiel, Satz und Mord)